# Acasanga delectabilis
Acasanga delectabilis là một loài bọ cánh cứng trong họ Cerambycidae.